# Charles Towry-Law (3e baron Ellenborough)
Charles Edmund Towry-Law, 3e baron Ellenborough (17 novembre 1820 - 9 octobre 1890), est membre de la Chambre des Lords. Il est l'aîné des fils survivants de Charles Law QC qui a 10 enfants.

## Biographie
Il succède à son oncle, Edward Law (1er comte d'Ellenborough), en 1871. Il fait ses études au Winchester College et rejoint l'armée britannique en 1844. Il atteint le grade de lieutenant-colonel dans le 6e régiment de fantassins. 
En 1885, Charles Law prend, par licence royale, le nom supplémentaire de Towry. 

## Famille
Il se marie quatre fois: en 1840, il épouse Eleanor Cecil Howard (fille de William Howard, 4e comte de Wicklow), décédée en 1852. En 1855, Anna Elizabeth Fitzgerald-Day, décédée en 1860. En troisièmes noces, en 1863, Isabella Ogilby, décédée en 1874 et enfin, Beatrice Joanna Knatchbull en 1874, décédée en 1931. 
Lord Ellenborough est décédé en 1890, laissant son épouse survivante et ses trois enfants issus d'anciens mariages - à savoir Charles Towry-Law, 4e baron Ellenborough, qui lui succède, et deux filles, Gertrude et Emily Law, mais Charles et Gertrude sont fragiles et en mauvaise santé. 
Emily Law atteint sa majorité en 1893 et, dans les circonstances, il lui est conseillé de régler la succession. En conséquence, le 22 décembre 1893, elle met en place une fiducie, gérée par des administrateurs, qui doivent verser une petite rente à sa belle-mère. Gertrude Law meurt en 1895, intestat et célibataire, de même que Charles Towry, Lord Ellenborough, en 1902, laissant Emily Law, comme seule héritière. 